# Den hellige gral
Den hellige gral er i kristen mytologi en skål eller et bæger benyttet af Jesus ved den sidste nadver. Ifølge legenden benyttede Josef fra Arimatæa den til at opsamle noget af Jesu blod ved korsfæstelsen, hvad der gav gralen nogle af dens mirakuløse egenskaber. Han tog angiveligt gralen med til England, hvor han grundlagde en orden af gral-vogtere. Søgen efter gralen er et tilbagevendende tema i Arthur-legenden og andre middelalderlegender. At legenden blev så populær på de britiske øer, kan skyldes en keltisk legende om en gryde med magiske evner. Et eksempel på kelternes hellige kar er Gundestrupkarret, fundet i Danmark. Ifølge andre sagn skal gralen stamme fra dronningen af Saba, som forærede den til kong Salomo. Senere skulle Nikodemus have fået den og foræret den til Kristus.
Jagten på den hellige gral kan ses som et billede på kristen stræben eller på korstogene.

## Etymologi
Ordet "gral" kommer af latin gradalis (= stor tallerken), der kan genfindes i det occitanske grazal eller tidligt franske graal, der begge betyder "kar" eller "fad". Det er mere usikkert, om det igen stammer fra græsk krater (= vinblandingskar), som over latin cratalis/gradalis kan være nået til fransk. Det passer ikke, at ordet gral er opstået ved, at sang real (= kongeligt blod) blev fejllæst til san graal (= helligt kar). På middelalderfransk hed "blod" nemlig ikke sang, men sanc, udtalt med k-lyd.

## Perceval og Fiskerkongen
Den ældste gral-romance er den ufuldendte versroman Perceval, le Conte de Graal af Chrétien de Troyes. I indledningen skriver han, at værket er skrevet på opfordring af hans mæcen, grev Philippe af Flandern, der ejede en ældre kilde. Digtet er fra 1180 til 1191. Gralen har dér ingen mirakuløse egenskaber. Perceval - han er navnløs i starten af fortællingen - vokser op i en skov alene med sin mor, der ønsker at holde ham fjernt fra det riddervæsen, der har ødelagt hendes liv. Hendes mand og to andre sønner er dræbt, og skoven er det eneste, der er tilbage af hendes ejendom. En dag møder Perceval alligevel nogle riddere, og rider forventningsfuld ud i verden, selvom hans mor falder om i fortvivlelse. Perceval klarer sig godt i verden og når frem til en øde, gold egn med en borg, hvor han ønskes velkommen af en syg og svækket konge, kaldet Fiskerkongen. En væbner bærer en lanse, der drypper blod fra, men Perceval spørger ikke, hvad det er. En kvinde bærer en gral forbi; den funkler klarere end sollys, men Perceval spørger stadig ikke om noget. Et bord dækkes, og ved hver ret bæres denne gral forbi. Den har været tolket som noget hentet fra keltiske sagn; men lansen tyder på, at der er tale om kristne relikvier fra Jesu korsfæstelse og en nadver, hvor kalken bæres forbi; først tildækket, så åben. Percevals synd består i, at han ikke spørger om noget. Næste morgen finder han borgen tom. En pige fortæller, at hun er hans kusine, og at hans navn er Perceval Waliseren - hvad hverken han eller læseren var klar over - og at det var forkert af ham, ikke at spørge om noget, hvilket skyldtes hans synd mod sin mor, der nu er død. Perceval vender tilbage til kong Arthurs hof, hvor en grim jomfru ridende på et muldyr, bebrejder ham de samme ting. Hvis han havde spurgt, var Fiskerkongen blevet helbredt. Nu forbliver landet goldt. (Temaet the wasteland - det golde land, ødemarken - er behandlet af T.S. Eliot.) Perceval har ikke været i kirke i fem år og har helt glemt Gud. Han drager ud for at genfinde gralen. Den finder han ikke, men en langfredag kommer han til en eneboer, der forklarer ham, at fiskerkongen er søn af Gralskongen, som igen er Percevals morbror. Gralskongen, som altså er Percevals egen fætter, lever kun af hostien, som bæres til ham i en gral. Perceval bliver hos eneboeren, der opdrager ham i kristen tro.
Crétiens versroman om gralen fik flere forfattere til at behandlet temaet. Robert de Boron (omkring 1200) omtalte "gralen" i bestemt form, et bæger inspireret af keltiske myter og det apokryfe Nikodemus-evangelium fra 200-tallet. Boron gennemgik i 500 vers både Det gamle og Det nye testamente afsluttet med Jesu nedstigning til helvede, der senere inspirerede Grundtvig til salmen I kvæld blev der banket på helvedes port. Da Josef fra Arimatæa blev sat i fængsel, viste Jesus sig for ham med gralen. Ifølge Boron rejste Josefs svoger Bron efter påbud fra Jesus med sin søn og gralen til Avalon.
I 1215-35 blev Borons roman udvidet til et mammutværk på omkring 4.000 sider, den ældste franske roman på prosa, muligvis skrevet af en enkelt forfatter. Den første del er en udvidet genfortælling af Borons gralsroman; mens fortsættelsen indledes med en genfortælling af Bibelen, hvor Det gamle testamente svarer til historien om Lancelot, mens Det nye testamente svarer til historien om Galahad. Værket handler om kong Arthur og ridderne af det runde bord, heltene fra Chrétien de Troyes' høviske Arthur-romaner. Gralsromanen er derimod optaget af den religiøse reform i Bernhard af Clairvaux' cistercienserklostre, og hvidklædte munke spiller en vigtig rolle. Det runde bord - først omtalt af kannik Wace fra Caën i 1155 - erstattes af nadverbordet i dette værk, og de høviske romaners kærlighed og riddervæsen er blevet til kristendom og riddervæsen i fem dele.
Gralsromanen samlede alle motiver om Arthur og ridderne af det runde bord og udøvede en enorm påvirkning på hele den europæiske middelalderlitteratur fra Dante og Boccaccio til den spanske ridderroman og i ny tid Jean Cocteau. Men især var virkningen stor i England med Thomas Malorys Le morte d'Arthur, Tennysons digte og T.S. Eliot.

### Første del: Gralshistorien
Den navnløse forfatter beskriver en åbenbaring, hvor Jesus overrakte ham gralshistorien og derefter førte ham gennem de syv himle. Vi hører også om Josef fra Arimatæa, der fik skålen med Jesu blod og bragte den til England til borgen Corbenic.

### Anden del: Merlins historie
Troldmanden Merlin er søn af en djævel, der forførte en pige. Hun bekendte dog det hele for en hellig mand, hvorved Merlins trolddomskraft renses. Så gengives alle hans bedrifter og profetier, som berettet af Geoffrey af Monmouth. Merlin får Uther Pendragon til at indføre det runde bord efter forbillede af nadverbordet, men med en tom plads. Det nye er, at Merlin knyttes til kong Arthur - det var han ikke hos Geoffrey. Arthurs søster Morgain går i lære hos Merlin.

### Tredje del: Lancelot fra søen
Lancelot er søn af kong Ban af Bretagne, men damen fra søen, Viviane, bortfører og opfostrer ham. Som attenårig ankommer han til Arthurs hof i England, så køn og høvisk, at dronning Guinevere forelsker sig i ham. Det er gengældt, selv om han ikke formår at udtrykke det. Ligesom Perceval finder Lancelot frem til gralsborgen; også Lancelot fejler ved ikke at spørge om noget. Men han får et barn ved kongen på gralsborgen: Sønnen Galahad.

### Fjerde del: Jagten på gralen
Hvidklædte cisterciensermunke påpeger stadig for ridderne, hvilke fejl de gør. Her knyttes gralens navn til ordet grâce (= nåde). Lancelot føres til et nonnekloster og møder Galahad, som er opvokset der. Han får at vide, at det er hans søn og slår ham til ridder. Galahad følger med sin far til Arthurs hof og sætter sig i den tomme stol. Intet sker, og han trækker et sværd, som ingen andre har kunnet rokke, ud af en sten. Så opfordrer han alle ridderne til at drage ud og lede efter gralen. Galahad er den eneste, der når frem til gralsborgen. Han helbreder Fiskerkongen, og det golde land bliver igen frugtbart. Galahad bliver konge, men dør et år senere. En hånd bortfører gralen og lansen.

### Femte del: Arthurs død
Morgain fortæller sin bror Arthur om hans kones utroskab med Lancelot. Han griber dem på fersk gerning, og dronningen dømmes til døden, men reddes af Lancelot, som derefter rejser til Bretagne. Arthur drager dertil for at føre krig mod ham og overlader riget og sin kone i sin søstersøn Mordreds varetægt. Han får imidlertid nys om, at Mordred planlægger at overtage begge dele, og skynder sig tilbage. Et frygteligt slag står ved Salisbury, hvor Mordred fældes af sin morbror. Men Arthur falder også og når lige at slynge sit sværd Excalibur ud i søen, hvor en hånd tager imod det. Så kommer Morgain og fører sin bror bort på et skib til Avalon. Lancelot - lykkeridderen, der kom til kort i sin jagt på gralen - beder om tilgivelse for det onde, han har gjort.

## Gralen i nyere tid
I Richard Wagners opera Lohengrin er titelrollen en gralsridder, der må leve hemmeligt blandt menneskene.
Gralsmotivet er benyttet i adskillige bøger som Dan Browns roman Da Vinci Mysteriet, hvor gralen er Maria Magdalene, der her udlægges som Jesu hustru. Da Vinci Mysteriet er inspireret af teorier fremsat i det populærhistoriske værk Helligt blod, hellig gral.
Michael P. Spradlins Den yngste Tempelridder handler om den unge væbner Tristans kamp for at få gralen i sikkerhed.
Den danske journalist og historiker Erling Haagensen mener, at gralen kan ligge gemt på Bornholm på baggrund af ærkebiskop Eskils besøg hos Bernhard i Clairvaux, hvor han senere opholdt sig i sit eksil. Nogle historikere har afvist Erling Haagensens hypoteser som rene fantasier.